# تلخة تشار (بزنجان)
تلخة تشار (بالفارسية: تلخه چار) هي قرية تقع في إيران في قسم بزنجان الريفي. يقدر عدد سكانها بـ 78 نسمة بحسب إحصاء 2016.